# Aphaenogaster subterraneoides
Aphaenogaster subterraneoides är en myrart som beskrevs av Carlo Emery 1881. Aphaenogaster subterraneoides ingår i släktet Aphaenogaster och familjen myror.

## Underarter
Arten delas in i följande underarter:
- A. s. armeniaca
- A. s. subterraneoides